# Bonellia
Bonellia is een geslacht van lepelwormen uit de familie Bonelliidae.

## Soorten
- Bonellia minor Marion & Rietsh, 1886
- Bonellia pacifica Zenkevitch, 1958
- Bonellia pilosa Dartnall, 1973
- Bonellia plumosa DattaGupta, 1981
- Bonellia pumicea Sluiter, 1891
- Bonellia sabulosa Dartnall, 1976
- Bonellia suhmii Selenka, 1885
- Bonellia thomensis Fischer, 1922
- Bonellia viridis Rolando, 1822

### Synoniemen
- Bonellia achaeta Zenkevitch, 1958 => Pseudoikedella achaeta (Zenkevitch, 1958)
- Bonellia fabricii Diesing, 1851 => Echiurus forcipatus (Fabricius, 1780) => Echiurus echiurus (Pallas, 1766)
- Bonellia fuliginosa Roland, 1822 => Bonellia viridis Rolando, 1822
- Bonellia gigas Nielsen, 1963 => Metabonellia gigas (Nielsen, 1963) => Metabonellia haswelli (Johnston & Tiegs, 1920)
- Bonellia haswelli Johnston & Tiegs, 1920 => Metabonellia haswelli
- Bonellia misakiensis Ikeda, 1904 => Ikedella misakiensis (Ikeda, 1904)
- Bonellia miyajimai Ikeda, 1904 => Acanthobonellia miyajimai (Ikeda, 1904)
- Bonellia tasmanica Dartnall, 1970 => Metabonellia haswelli (Johnston & Tiegs, 1920)